# Pennsylvania Canal
Pennsylvania Canal, auch Pennsylvania Canal System, war ein staatliches Kanalsystem in Pennsylvania. Das Kernstück war die Pennsylvania Main Line of Public Works, auch nur Main Line of Public Works, die Philadelphia mit Pittsburgh verband und aus einem hybriden System von Kanalabschnitten und Eisenbahnstrecken gebildet wurde. 

## Geschichte
In Pennsylvania begann der Kanalbau mit dem 1797 eröffneten Conewago-Kanal, der Binnenschiffen ermöglichte, die Conewago-Fälle am Susquehanna River zu überwinden. Nachdem im Bundesstaat New York 1817 der Bau des Eriekanals begonnen hatte, befürchtete Pennsylvania Marktanteile beim Transport von Reisenden und Gütern ins Landesinnere zu verlieren, weshalb Anfang des 19. Jahrhunderts eine reger staatlicher Kanalbau begann. Kernstück des Systems war die zwischen 1826 und 1834 gebaute Main Line of Public Works, die Baukosten von 25 Mio. US-Dollar verursachte, die vollständig vom Bundesstaat übernommen wurden. Die Main Line war nie rentabel und wurde 1857 an die Pennsylvania Railroad verkauft und 1860 stillgelegt.

## Bauwerk
Die 395 Meilen (ca. 636 km) lange Strecke der Main Line of Public Works bestand aus fünf Teilen: der Philadelphia and Columbia Railroad (P&CR), dem Eastern Division Canal, dem Juniata Division Canal, der Allegheny Portage Railroad und dem Western Division Canal. 
| Abschnitt                          | Transportweg | Beginn        | Ende          | Länge  | Fertig |
| ---------------------------------- | ------------ | ------------- | ------------- | ------ | ------ |
| Philadelphia and Columbia Railroad | Eisenbahn    | Philadelphia  | Columbia      | 132 km | 1834   |
| Eastern Division Canal             | Kanal        | Columbia      | Duncannon     | 69 km  | 1834   |
| Juniata Division Canal             | Kanal        | Duncannon     | Hollidaysburg | 204 km | 1832   |
| Allegheny Portage Railroad         | Eisenbahn    | Hollidaysburg | Johnstown     | 58 km  | 1834   |
| Western Division Canal             | Kanal        | Johnstown     | Pittsburgh    | 166 km | 1830   |